# Referendo constitucional na Turquia em 2017
Em 16 de abril de 2017, realizou-se um referendo constitucional em toda a Turquia sobre a aprovação de 18 propostas de emenda à constituição turca que foram apresentadas pelo Partido da Justiça e Desenvolvimento (AKP) e pelo Partido de Ação Nacionalista (MHP). Se aprovado, o gabinete do primeiro-ministro seria abolido e o sistema parlamentarista existente seria substituído pelo presidencialismo. O número de assentos no Parlamento foi proposto para ser aumentado de 550 para 600, enquanto o presidente deve receber mais controle sobre as nomeações para o Supremo Conselho de Juízes e Procuradores (HSYK).  O referendo foi realizado sob um estado de emergência que foi declarado após uma tentativa fracassada de golpe militar em julho de 2016. Os primeiros resultados indicaram uma vantagem de 51-49% para o voto "sim". O Conselho Supremo Eleitoral permitiu que as cédulas não seladas fossem aceitas como válidas. Os principais partidos da oposição denunciaram esta medida como ilegal, alegando que cerca de 1,5 milhão de cédulas não estavam estampadas e se recusaram a reconhecer os resultados. O conselho eleitoral declarou que os resultados oficiais podem ser declarados em 11 a 12 dias.
Uma presidência executiva tem sido uma proposta de longa data do governante e fundador do AKP, o atual presidente turco, Recep Tayyip Erdoğan. A campanha foi marcada por alegações de repressão do Estado contra militantes do "Não", enquanto a campanha do "Sim" conseguiu fazer uso de recursos estatais e financiamento para organizar manifestações e eventos de campanha. Os principais membros da campanha "Não", que incluiu muitos antigos membros do MHP, como Meral Akşener, Ümit Özdağ, Sinan Oğan e Yusuf Halaçoğlu, foram todos sujeitos a restrições de violência e de campanha. A campanha "Sim" foi confrontada com restrições de campanhas feitas por vários países europeus, com os governos de Alemanha, Países Baixos, Dinamarca e Suíça cancelando ou solicitando a suspensão dos eventos de campanha "Sim" dirigidos aos eleitores turcos que vivem no exterior. As restrições causaram uma deterioração acentuada nas relações diplomáticas e causaram uma crise diplomática entre a Turquia e os Países Baixos. Também foram levantadas preocupações sobre as irregularidades na votação, com os eleitores "sim" na Alemanha sendo apanhados tentando votar mais de uma vez e tendo sido encontrados pessoas com boletins de voto antes do início do processo de votação no exterior.